# لاله بهجت
لاله بهجت استاد مهندسی برق در دانشگاه کلگری در آلبرتای کانادا است.

## زندگی‌نامه
بهجت در سال ۱۳۷۵ مدرک کارشناسی خود را در رشتهٔ مهندسی از دانشگاه تهران دریافت کرد و در سال ۱۳۷۶ از ایران به کانادا مهاجرت کرد. او مدرک کارشناسی ارشد خود در رشتهٔ مهندسی برق را در سال ۱۹۹۹ و دکترای خود را در سال ۲۰۰۲ دریافت کرد. بهجت در سال ۲۰۰۲ به‌عنوان استاد مهندسی برق و کامپیوتر در دانشگاه کلگری منصوب شد.
پژوهش‌های او عمدتاً بر توسعهٔ تکنیک‌های مختلف اتوماسیون طراحی الکترونیکی (EDA) برای طراحی فیزیکی، بهینه‌سازی EDA در مقیاس بزرگ و نیز آموزش مهندسی متمرکز است. بهجت یکی از نمایندهٔ زنان در علوم و مهندسی (منطقهٔ پریری) در شورای پژوهش‌های علوم و مهندسی طبیعی است. او در این شورا بر روی توسعهٔ فرهنگ فراگیر در زمینه‌های علم، فناوری، مهندسی و ریاضیات کار می‌کند. نمایندگان زنان در علوم و مهندسی (CWSE) ابتکار این شورا است که به نیاز به تنوع و حضور زنان در زمینه‌های علم، فناوری، مهندسی و ریاضیات پاسخ می‌دهد.
در سال ۲۰۰۹، او و همکارانش برای یافتن راه‌های ترویج مهندسی و علم در میان زنان، موفق به دریافت بودجهٔ اولیه شدند. هدف بهجت، کاهش شکاف جنسیتی بین مهندسین زن و مرد است. در سال ۲۰۱۵، او جایزهٔ زنان در مهندسی و علوم زمین را به‌پاس قدردانی از فعالیت‌هایش در زمینهٔ ترویج تنوع جنسیتی از انجمن مهندسین و زمین‌شناسان حرفه‌ای آلبرتا دریافت کرد.